# تعميم
التعميم هو نوع من أنواع التجريد تُصاغ فيه الخواصِّ الشائعة لحالاتٍ من مجموعةٍ ما، لتطبيقها على أنّها مفاهيم عامة أو إدّعاءات على جميع عناصر المجموعة. التعميم يُستعمل لبناء نَموذجٍ مُجرَّدٍ، وبهذا فهو أحد أساسات الاستنباط في المنطق، الرياضيات والعلوم. إلا أن عملية التّأكد أيضاً أساسية في تحديد صحّةِ تعميم ما من عدمه.

## أمثلة

التعميم يستخلص جوهر المفهوم بناءً على تحليل التشابهات بين العديد من الكائنات. وهذا التبسيط يُسهِّل في فهم ودراسة هذه الطائفة من الكائنات.

- الحيوان هو تعميم للثدييات، الطيور، الأسماك، البرمائيات والزواحف.
- المُضلّع هو تعميم للمثلث وتعميم للرباعي، حتى ن من الأضلاع.